# Belmont (Alto Saona)
 Belmont  es una población y comuna francesa, situada en la región de Franco Condado, departamento de Alto Saona, en el distrito de Lure y cantón de Mélisey.

## Demografía
| 179 | 166 | 118 | 117 | 123 | 112 | 108 |
| Para los censos de 1962 a 1999 la población legal corresponde a la población sin duplicidades (Fuente: INSEE [Consultar]) |     |     |     |     |     |     |